# Nadzeya Makarchanka
Nadzeya Makarchanka –en bielorruso, Надзея Макарчанка– (Babruisk, 22 de marzo de 1998) es una deportista bielorrusa que compite en piragüismo en la modalidad de aguas tranquilas.
Ganó cuatro medallas en el Campeonato Mundial de Piragüismo entre los años 2018 y 2021, y dos medallas en el Campeonato Europeo de Piragüismo, oro en 2016 y plata en 2018.
En los Juegos Europeos de Minsk 2019 obtuvo una medalla de plata en la prueba de C2 500 m.

## Palmarés internacional
| Campeonato Mundial | Campeonato Mundial          | Campeonato Mundial | Campeonato Mundial |
| Año                | Lugar                       | Medalla            | Competición        |
| ------------------ | --------------------------- | ------------------ | ------------------ |
| 2018               | Montemor-o-Velho (Portugal) | Medalla de bronce  | C2 500 m           |
| 2019               | Szeged (Hungría)            | Medalla de bronce  | C2 500 m           |
| 2021               | Copenhague (Dinamarca)      | Medalla de oro     | C4 500 m           |
| 2021               | Copenhague (Dinamarca)      | Medalla de plata   | C2 500 m           |
| Juegos Europeos    |                             |                    |                    |
| Año                | Lugar                       | Medalla            | Competición        |
| 2019               | Minsk (Bielorrusia)         | Medalla de plata   | C2 500 m           |
| Campeonato Europeo |                             |                    |                    |
| Año                | Lugar                       | Medalla            | Competición        |
| 2016               | Moscú (Rusia)               | Medalla de oro     | C2 500 m           |
| 2018               | Belgrado (Serbia)           | Medalla de plata   | C2 500 m           |